# Аламильо (мост)
Мост Аламильо — вантовый мост через реку Гвадалквивир в городе Севилье, Испания.

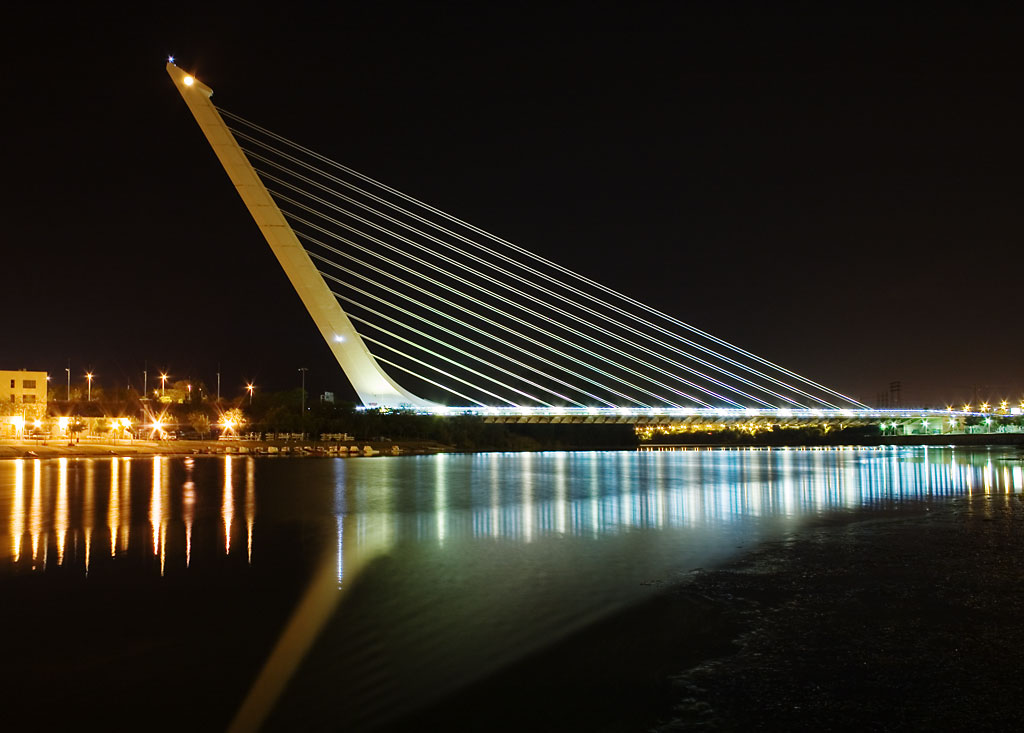
Мост Аламильо ночью

Мост был построен для сообщения с большим и пустынным островом Картуха, на котором в 1992 году проходила Всемирная выставка. Творение известного испанского архитектора Сантьяго Калатравы. Мост отражает высокие стремления города Севильи в подготовке к выставке.
Мост состоит из единственной опоры, уравновешивающей мостовой переход длиной 200 м с помощью тринадцати вант. Первоначально намеревалось построить два симметричных моста с обеих сторон острова, но в итоге было решено построить проект Аламильо.